# 傑瑞米·漢森
傑瑞米·羅傑·漢森 CD FRCGS（1976年1月27日—），加拿大太空人、戰鬥機機師、物理學家與前潛水員，他於2009年隨大衛·聖-雅克一起被加拿大太空局（CSA）徵選為太空人。在加入CSA前，漢森曾是加拿大皇家空軍上尉，於艾伯塔省的冷湖空軍基地擔任駐營CF-18機師，並在之後晉升成為上校。
漢森在2023年4月3日獲選為阿提米絲2號的任務專家，預定將在2024年11月升空及繞月飛行。若任務成功，他將成為第一位飛往月球的非美國人。

## 早年生活與教育
漢森在1976年1月27日出生於安大略省倫敦，並在鄰近的艾爾薩克雷格的一個農場長大，之後搬到英格索爾完成高中及社區學院學業。從社區學院畢業後，漢森入讀位於金斯顿的加拿大皇家軍事學院，並在1999年以一等榮譽成績取得了空間科學榮譽理學士學位。隔年再以追蹤寬視場衛星為論文題目獲得該校的理學碩士。

## 生涯
漢森在2013年與古川聰、麥可·巴勒特、傑克·D·費雪、阿列克谢·奥夫奇宁和保羅·內斯波利一起於意大利撒丁島接受歐洲太空局的ESA CAVES計劃訓練。
2014年6月10日，美國太空總署（NASA）宣佈漢森將在NEEMO 19海底探索任務期間擔任水瓶座實驗室的潛水員，該任務始於同年9月7日，歷時一星期。2023年4月3日，NASA公佈漢森將以四位乘組人員之一的身份參與阿提米絲2號飛行任務，他也憑此成為首位環月飛行的加拿大太空人。

## 個人生活
漢森已婚，並與妻子育有三個孩子。

## 獲得獎項與榮譽
- 加拿大空軍學員聯盟獎加拿大皇家軍事學院（英语：Royal Military College of Canada）空軍最優等畢業生（1999）
- 克蘭西·謝爾德魯普紀念獎基礎飛行課程優等畢業生（2001）
- 加拿大空軍飛行員聯隊（2002）
- 12年傑出服役加拿大军奖章（英语：Canadian Forces' Decoration）（2006）
- 加拿大皇家地理學會金獎（2014）
- 加拿大皇家地理學會路易·卡蒙卡克獎（2018）
- 卡加利牛仔節巡遊元帥（2023）[7]
- 加拿大皇家地理學會會員（FRCGS）
- 查爾斯三世和卡蜜拉王后加冕禮加拿大代表旗手[8]

## 外部連結
- CSA Biography of Jeremy R. Hansen （页面存档备份，存于）
- Spacefacts biography of Jeremy Hansen （页面存档备份，存于）